# Web Therapy
- Web Therapy (no Brasil: Terapia Virtual) é uma série online em que Lisa Kudrow como Fiona Wallice, uma terapeuta que põe em prática um novo método de terapia, a Web Therapy. Na sua opinião, a versão tradicional das terapias de 50 minutos dá margem para que os pacientes falem sobre coisas irrelevantes. Encurtando as sessões para apenas 3 minutos, ela espera resultados mais rápidos, já que nesse caso o foco da consulta se volta para o que há de relevante. Suas sessões são feitas pela internet, através de webcams, e são gravadas na esperança de atrair investidores para tornar sua nova técnica uma opção de terapia a nível mundial.

Fiona não é boa ouvinte, interrompendo constantemente as sessões com julgamentos, citações de experiências pessoais desnecessárias, e tentativas de promoção do método por parte dos pacientes. Muito do humor da série gira em torno de seus óbvios interesses pessoais nas sessões. Enquanto a primeira temporada aborda sua falta de profissionalismo e seus interesses particulares, a segunda temporada foca no seu relacionamento com o marido.
Novos episódios de Web Therapy são publicados semanalmente em seu site oficial.
Em abril de 2010, O canal americano Showtime anunciou planos para exibir os episódios on-line na televisão com cenas extras de a serem filmadas. 
Foram  exibidos em sua primeira temporada 10 episódios com estreia em em 19 de julho de 2011.
Em dezembro de 2011, o Showtime renovou a série para uma segunda temporada de 10 episódios que foram ao ar em 2012. Em 16 de novembro de 2012, Web Therapy foi renovada para uma terceira temporada com 10 episódios.  E em 14 de janeiro de 2014, o Showtime renovou a série para uma quarta temporada, que teve 12 episódios.
A série - escrita por Lisa Kudrow, Don Roos e Dan Bucatinsky (segunda temporada) - já contou com a participação de atores como Bob Balaban, Rashida Jones, a super premiada Meryl Streep, Steve Carell, Tim Bagley, o próprio Dan Bucatinsky, Jane Lynch, Molly Shanon, Alan Cumming, Lily Tomlin (como mãe de Fiona), Victor Garber (como seu marido); contou ainda com a participação do apresentador Conan O'Brien e dos ex-companheiros de Lisa em Friends, Courteney Cox, David Schwimmer, Matt LeBlanc e Matthew Perry.